# Paul Fuchs
Paul Fuchs (26 de diciembre de 1952) es un deportista estadounidense que compitió en remo. Ganó cuatro medallas en el Campeonato Mundial de Remo entre los años 1981 y 1985.

## Palmarés internacional
| Campeonato Mundial | Campeonato Mundial | Campeonato Mundial | Campeonato Mundial      |
| Año                | Lugar              | Medalla            | Prueba                  |
| ------------------ | ------------------ | ------------------ | ----------------------- |
| 1981               | Múnich (RFA)       | Medalla de plata   | Doble scull ligero      |
| 1982               | Lucerna (Suiza)    | Medalla de plata   | Doble scull ligero      |
| 1984               | Montreal (Canadá)  | Medalla de plata   | Scull individual ligero |
| 1985               | Malinas (Bélgica)  | Medalla de bronce  | Scull individual ligero |